# Charles Jude
Charles Jude es un bailarín francés nacido a Mỹ Tho (Vietnam) el 25 de julio de 1953.
Después de los estudios en el conservatorio de Niza, entra al Ballet de la Ópera de París en 1972 y es reemplazado dos años más tarde por Rudolf Noureev. Es nombrado estrella en 1977.
Intérprete destacado de La siesta de un fauno de Vaslav Nijinski en los años 70, brilla en los grandes ballets de Noureev, de Balanchine, de Lifar y de Béjart. En 1996, toma la dirección del ballet del gran Teatro de Burdeos. Su hermana, Marie-Josèphe Jude, es una pianista clásica.
- Datos: Q2959503